# The Price of a Song
The Price of a Song é um filme policial produzido no Reino Unido e lançado em 1935.